# Boonkerd Chayasin
Boonkerd Chayasin (thailändisch บุญเกิด ไชยสิน; * 9. Januar 1996 in Samut Prakan) ist ein thailändischer Fußballspieler.

## Karriere
Boonkerd Chayasin erlernte das Fußballspielen in der Schulmannschaft des Assumption College in Si Racha sowie in der Jugendmannschaft des Chonburi FC. Hier unterschrieb er 2014 auch seinen ersten Profivertrag. Nach Vertragsunterschrift wurde er die Saison 2014 an den Zweitligisten Sriracha FC nach Si Racha verliehen. Am Ende der Saison stieg der Verein in die dritte Liga ab. Die Rückserie 2015 spielte er auf Leihbasis beim Drittligisten Phanthong FC. Der Erstligaaufsteiger Pattaya United FC aus dem nahen Pattaya lieh ihn die Rückserie 2016 aus. Lampang FC, ein Zweitligist aus Lampang, lieh ihn die Hinserie 2017 aus. Von Juli 2017 bis Ende 2018 spielte er ebenfalls auf Leihbasis beim Zweitligisten Krabi FC. Ende 2018 stieg Krabi in die dritte Liga ab. Nach Vertragsende in Chonburi unterschrieb er für die Saison 2019 einen Vertrag beim Drittligisten Lamphun Warrior FC. Mit dem Klub aus Lamphun spielte er in der dritten Liga, der Thai League 3, in der Upper Region. Für Lamphun stand er 14-mal auf dem Spielfeld. Anfang 2020 verpflichtete ihn der Viertligist Phitsanulok FC aus Phitsanulok. Nach zwei Spieltagen wurde der Spielbetrieb in der Thai League 4 wegen der COVID-19-Pandemie eingestellt. Während der Unterbrechung wurde vom Verband beschlossen, dass die Thai League 3 und die Thai League 4 zusammengelegt werden. Die dritte Liga wurde in sechs Regionen eingeteilt. Seit September 2020 spielte der Verein in der dritten Liga in der Northern Region. Über den Drittligisten Maejo United FC ging er 2022 zum Khelang United FC. Der Verein aus Lampang spielte in der Thailand Amateur League. 2023 wurde die Thailand Semi-Pro League als vierte Liga eingeführt. Mit dem Verein spielte er in der Northern Region. Am Ende der Spielzeit 2023 feierte er mit Khelang die Meisterschaft der Region und den Aufstieg in die dritte Liga. Hier trat man ebenfalls in der Northern Region an.

## Erfolge
Khelang United FC
- Thailand Semi-Pro League – North: 2023  ▲